# Sex & Drugs & Rock & Roll
Sex & Drugs & Rock & Roll es una película británica de 2010 dirigida por Mat Whitecross, basada en la biografía de Ian Dury. Protagonizada por Andy Serkis, Ray Winstone, Olivia Williams, Naomie Harris, Mackenzie Crook, Luke Evans, Bill Milner y Ralph Ineson, se estrenó el 8 de enero de 2010. 

## Sinopsis
El título corresponde a una de las canciones más conocidas de Ian Dury and the Blockheads. La película narra la vida de Dury (Andy Serkis), uno de los padres del punk rock británico de los años 70, especialmente su lucha contra el polio y su juventud y su meteórica carrera en la vanguardia artística de la época. La relación de su hijo (Bill Milner) y sus altibajos personajes tienen como telón de fondo los principales éxitos musicales del artista.

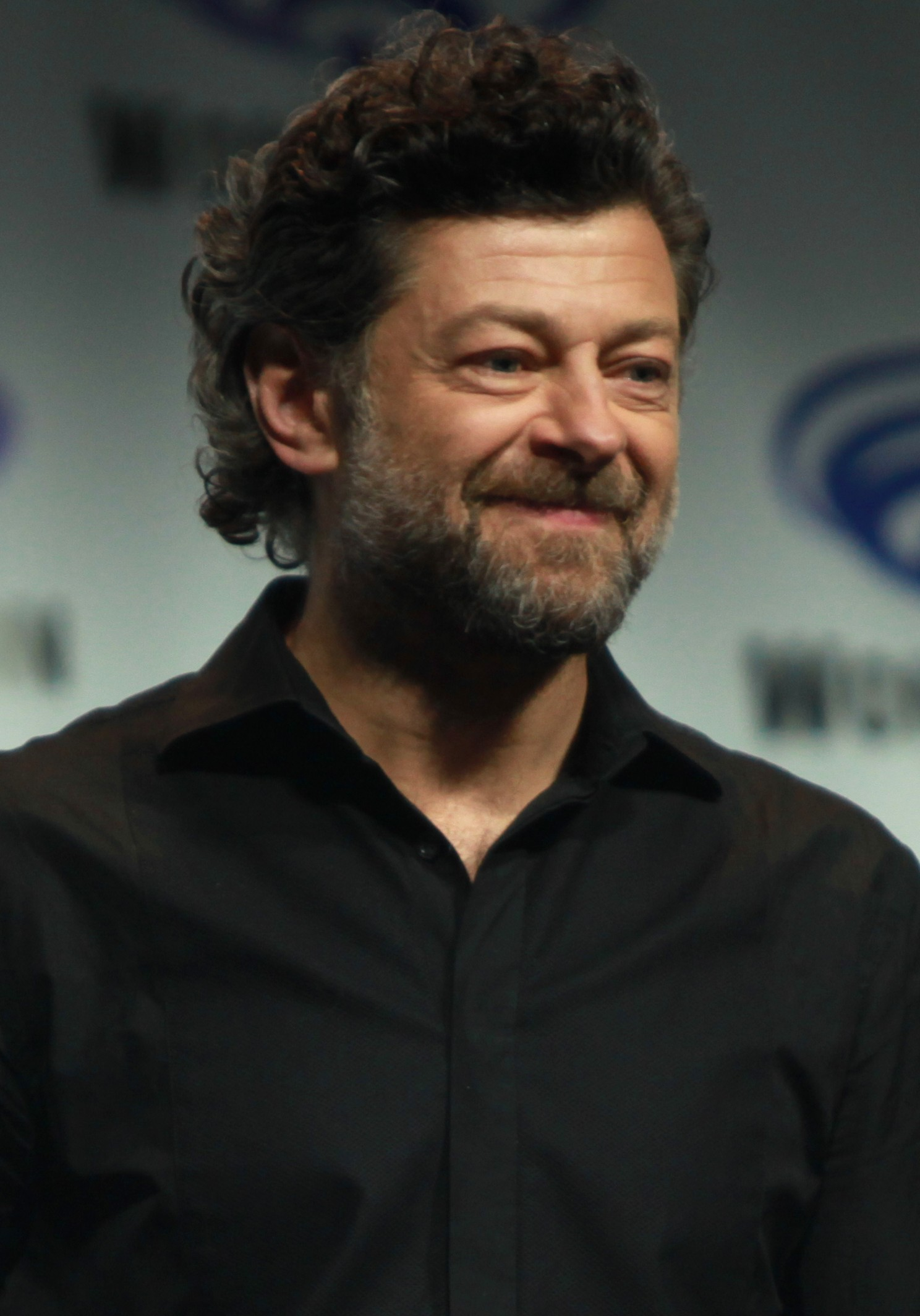
Andy Serkis fue quien interpretó al cantante británico Ian Dury.

## Reparto
- Andy Serkis - Ian Dury
- Ray Winstone - Bill Dury
- Olivia Williams - Betty Dury
- Naomie Harris - Denise
- Mackenzie Crook - Russell Hardy
- Luke Evans - Clive Richards
- Bill Milner - Baxter Dury
- Ralph Ineson - El sulfato desconocido
- Noel Clarke - Desmond
- Toby Jones - Hargreaves
- Michael Maloney - Graham
- Arthur Darvill - Mick Gallagher
- James Jagger - John Turnbull
- Tom Hughes - Chaz Jankel
- Clifford Samuel - Charley Charles
- Jennifer Carswell - Ruby
- Stephanie Carswell - Mia
- Joseph Kennedy - Davey Payne
- Catherine Balavage - Chica loca drogada